# Lovell (Maine)
Lovell város az USA Maine államában, Oxford megyében. Lakosainak száma 1104 fő (2020. április 1.).

## Népesség
A település népességének változása:

| 2010 | 1 140 |
| 2020 | 1 104 |